# Hôtel de ville de Stralsund
L'hôtel de ville de Stralsund (Stralsunder Rathaus) est un bâtiment gothique de Stralsund située sur la place du Marché. Datant du XIIIe siècle, il constitue l'un des édifices profanes des plus remarquables du style gothique de brique typique du Nord de l'Allemagne et des régions autour de la mer Baltique. Il reflète la prospérité de cette ancienne ville hanséatique.

## Historique

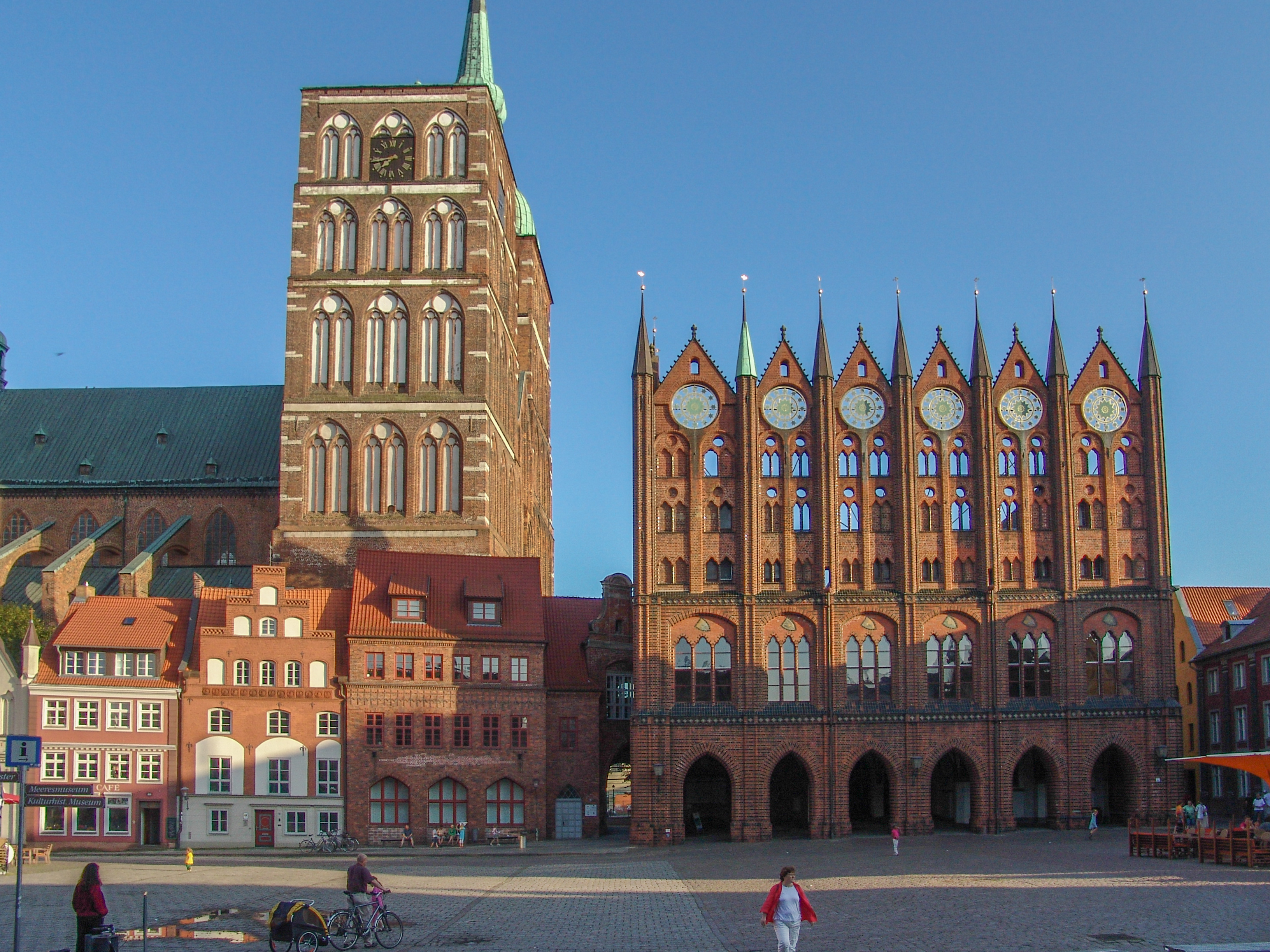
L'hôtel de ville sur la place du Marché, avec l'église Saint-Nicolas à l'arrière

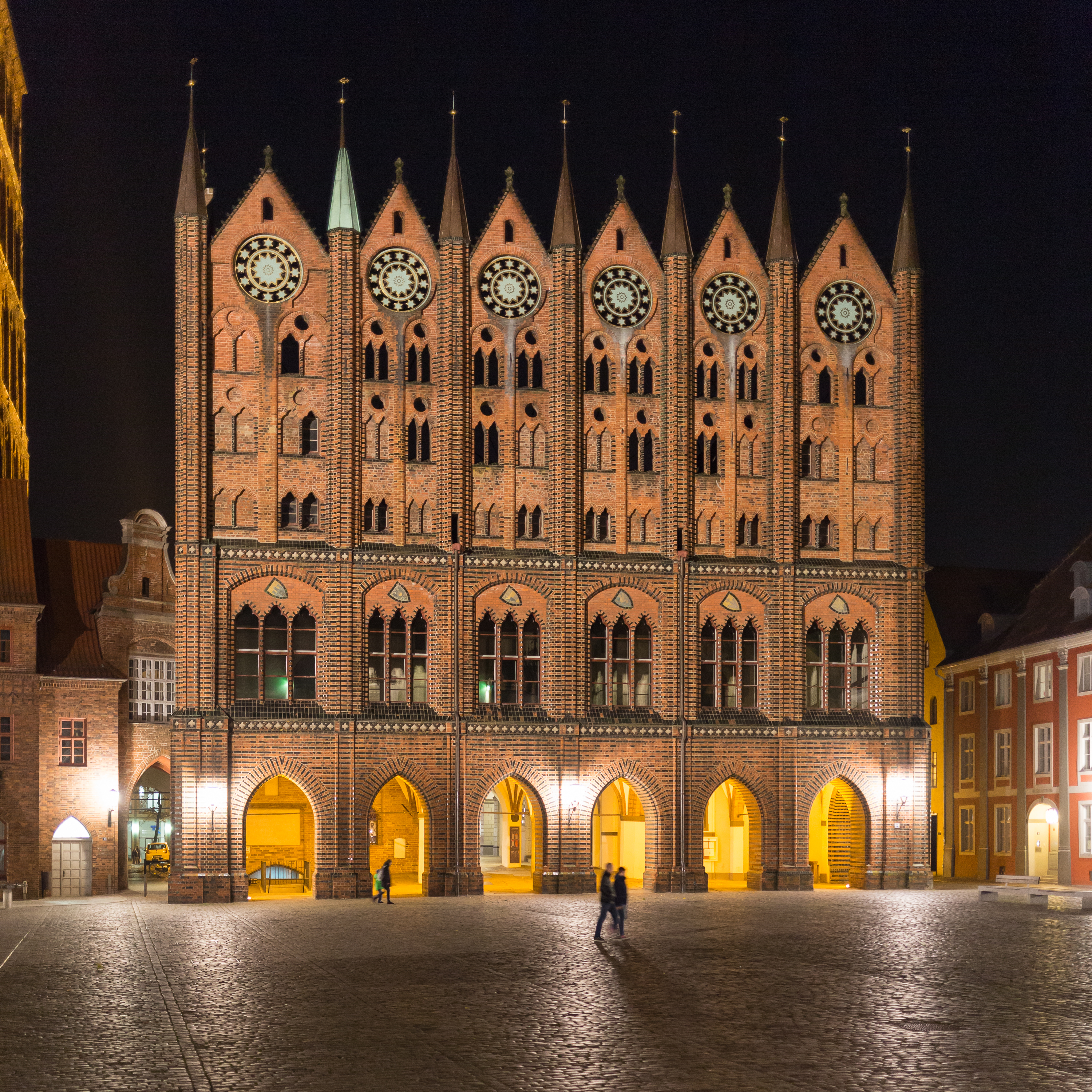
L'hôtel de ville de nuit

L'origine de l'hôtel de ville remonte aux environs de 1250, après que Stralsund eut reçu ses privilèges de ville en 1234. Les premiers édits datent d'entre 1271 et 1278. Il est construit en quatre corps en un rectangle de 30 mètres sur 60 mètres. Une porte se trouve en direction nord-sud et une autre en direction est-ouest qui donne directement sur l'église Saint-Nicolas. La Maison Wulflam a été construite en face dans les années 1350 par Bertram Wulflam, conseiller municipal, qui sera plus tard maire de Stralsund.
L'édifice est agrandi plusieurs fois au XIVe siècle. Les parties du sud et du nord sont agrandies de nouvelles salles de conseil et la façade nord est réaménagée, richement décorée d'ornements, de blasons, dont ceux du prince victorieux Éric de Lunebourg, ou d'Albert de Haute-Saxe, et de statues.
La cour intérieure est décorée d'une galerie de bois soutenue de quatorze piliers. Le toit est refait avec un revêtement de cuivre, après un incendie qui a eu lieu le 12 juin 1680. La partie occidentale du bâtiment est réaménagée en style baroque au XVIIIe siècle.
L'hôtel de ville a été restauré en 1980 et dans les années 1990.

## Protections
L'hôtel de ville est situé dans la zone centrale de la ville reconnue par l'UNESCO comme site du patrimoine culturel mondial , "Vieilles villes historiques Stralsund et Wismar ". Il est inscrit sur la liste des monuments architecturaux de Stralsund.

## Galerie

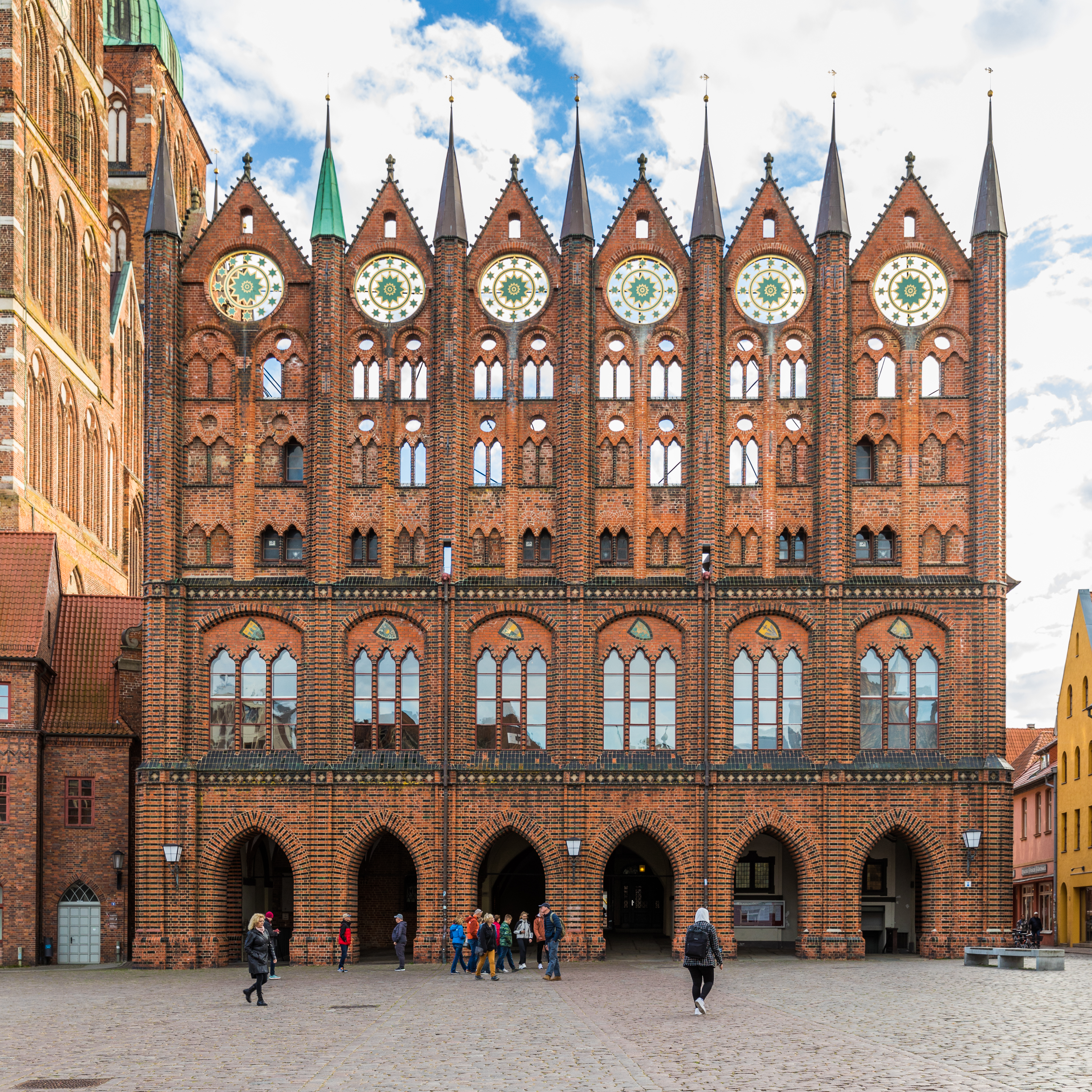
Façade sur la place
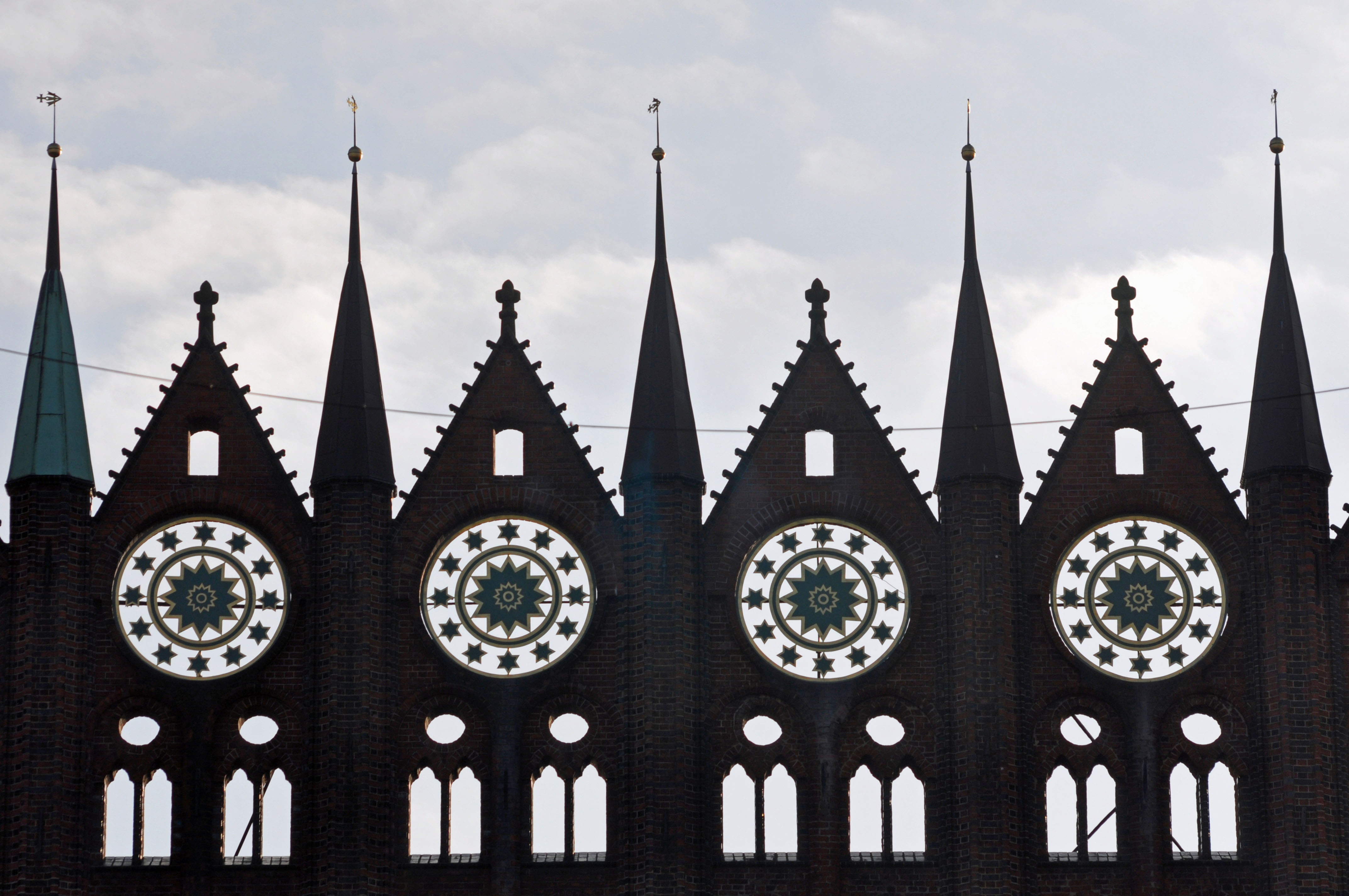
À contre-jour
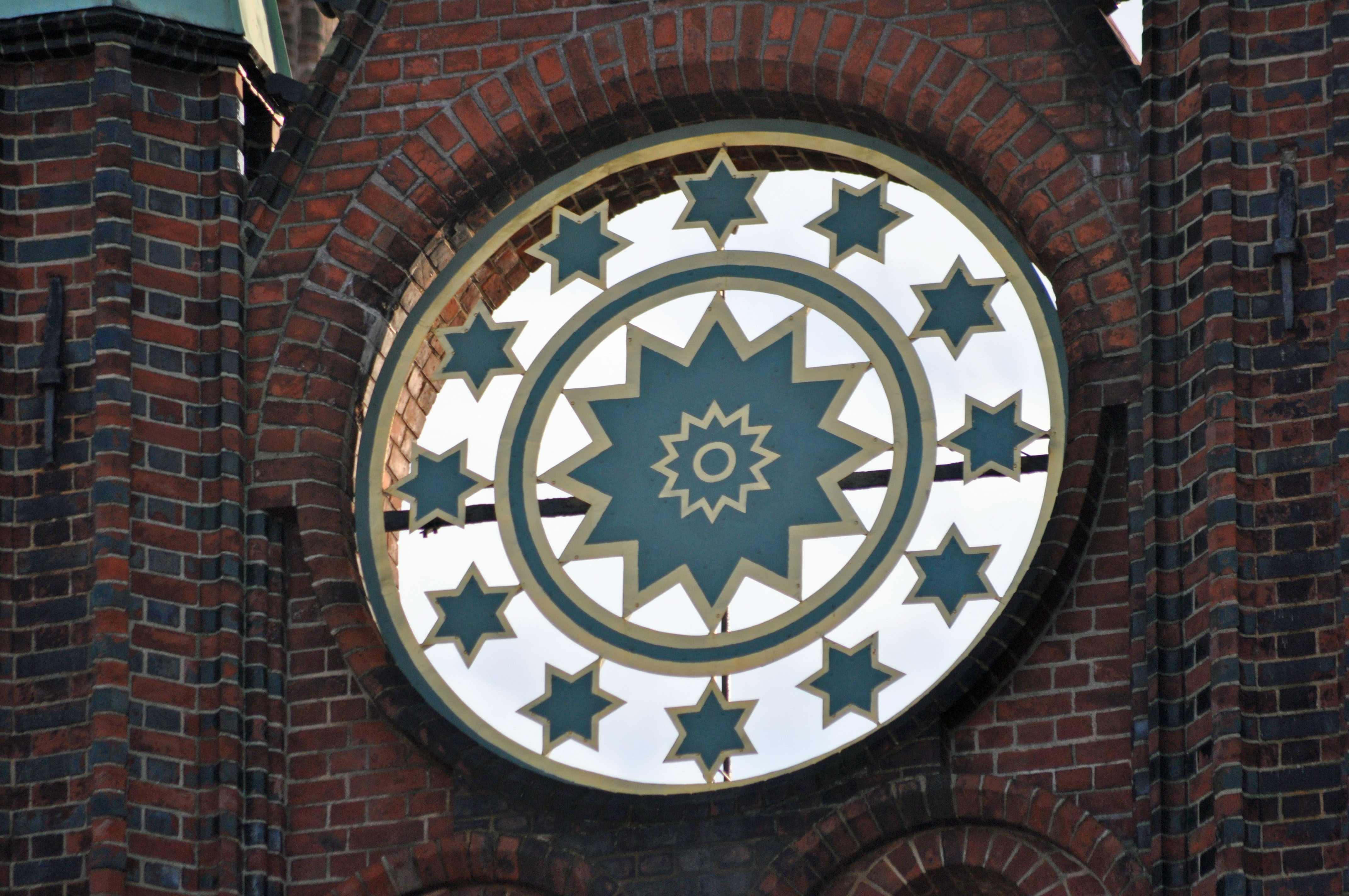
Détail
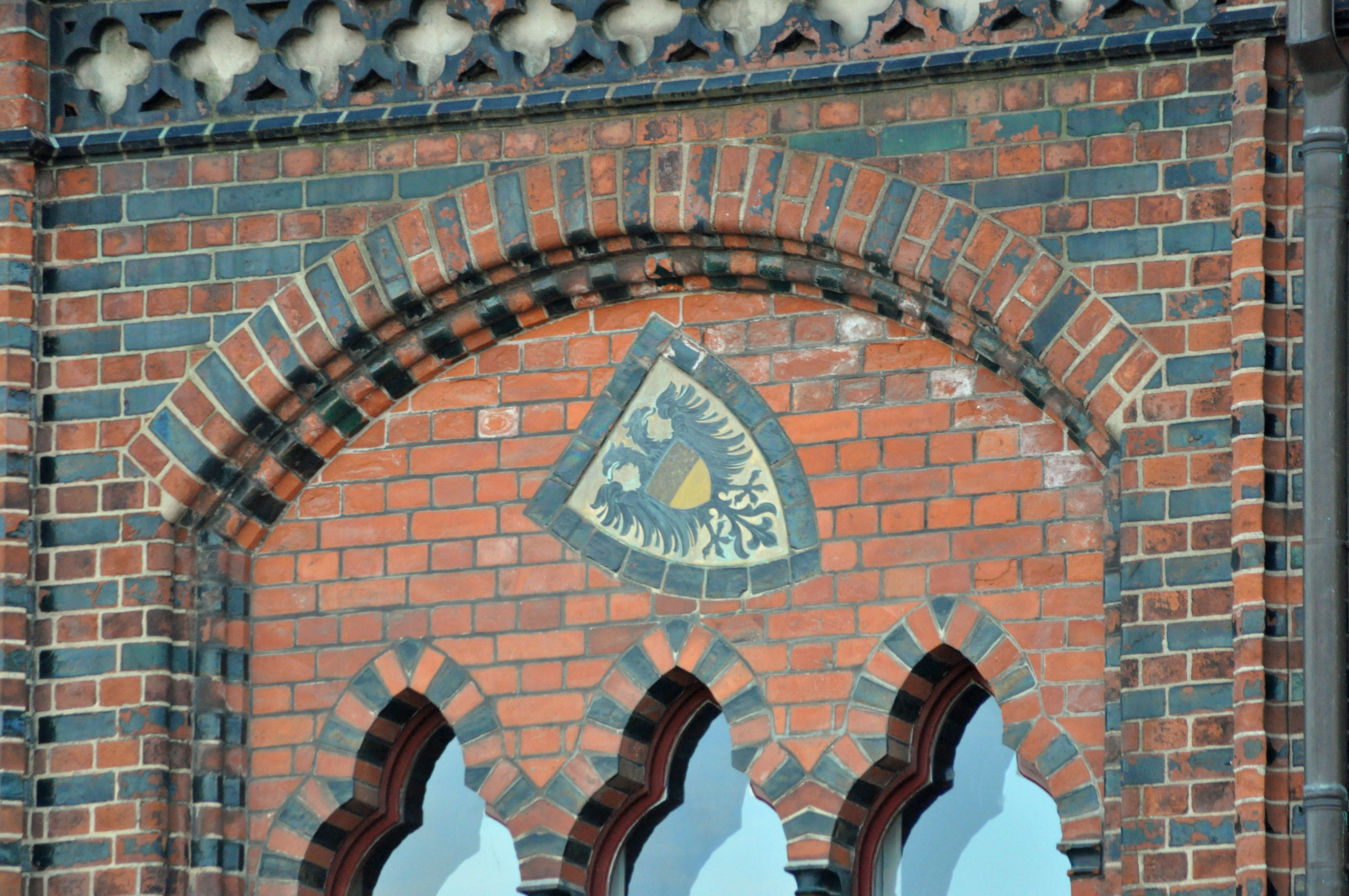
Détail
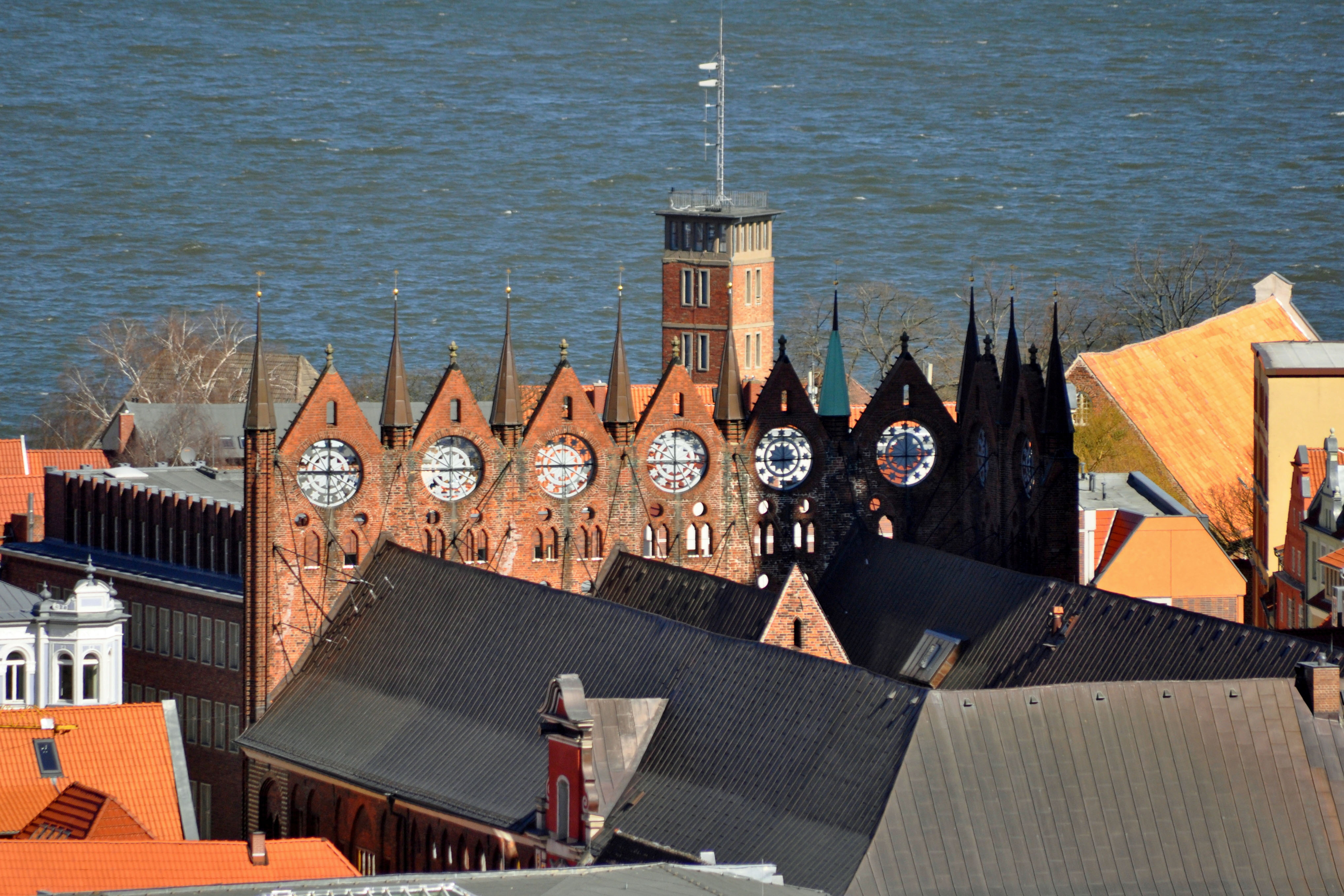
Vue d'ensemble du bâtiment par l’arrière
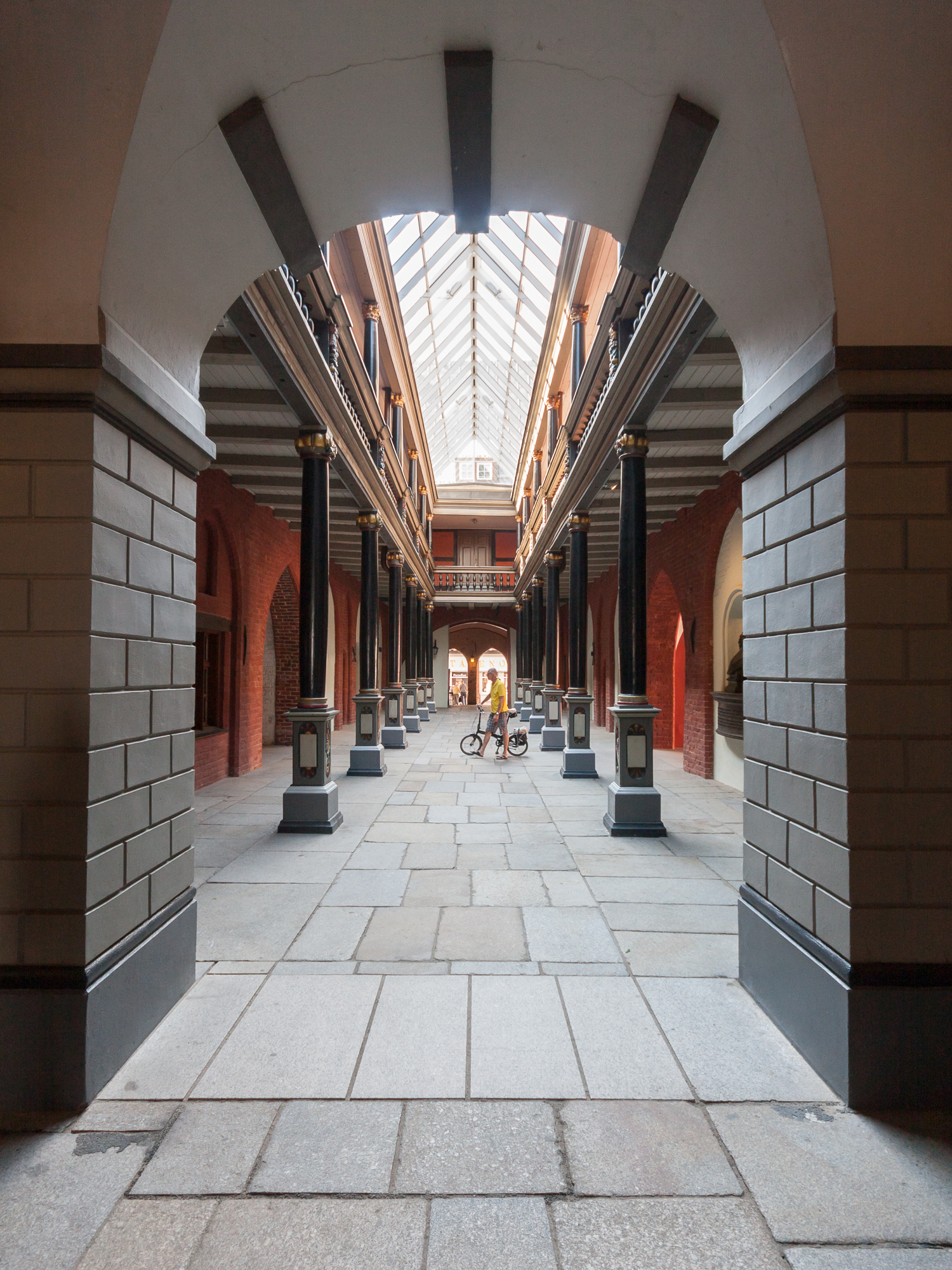
Galerie à l'intérieur
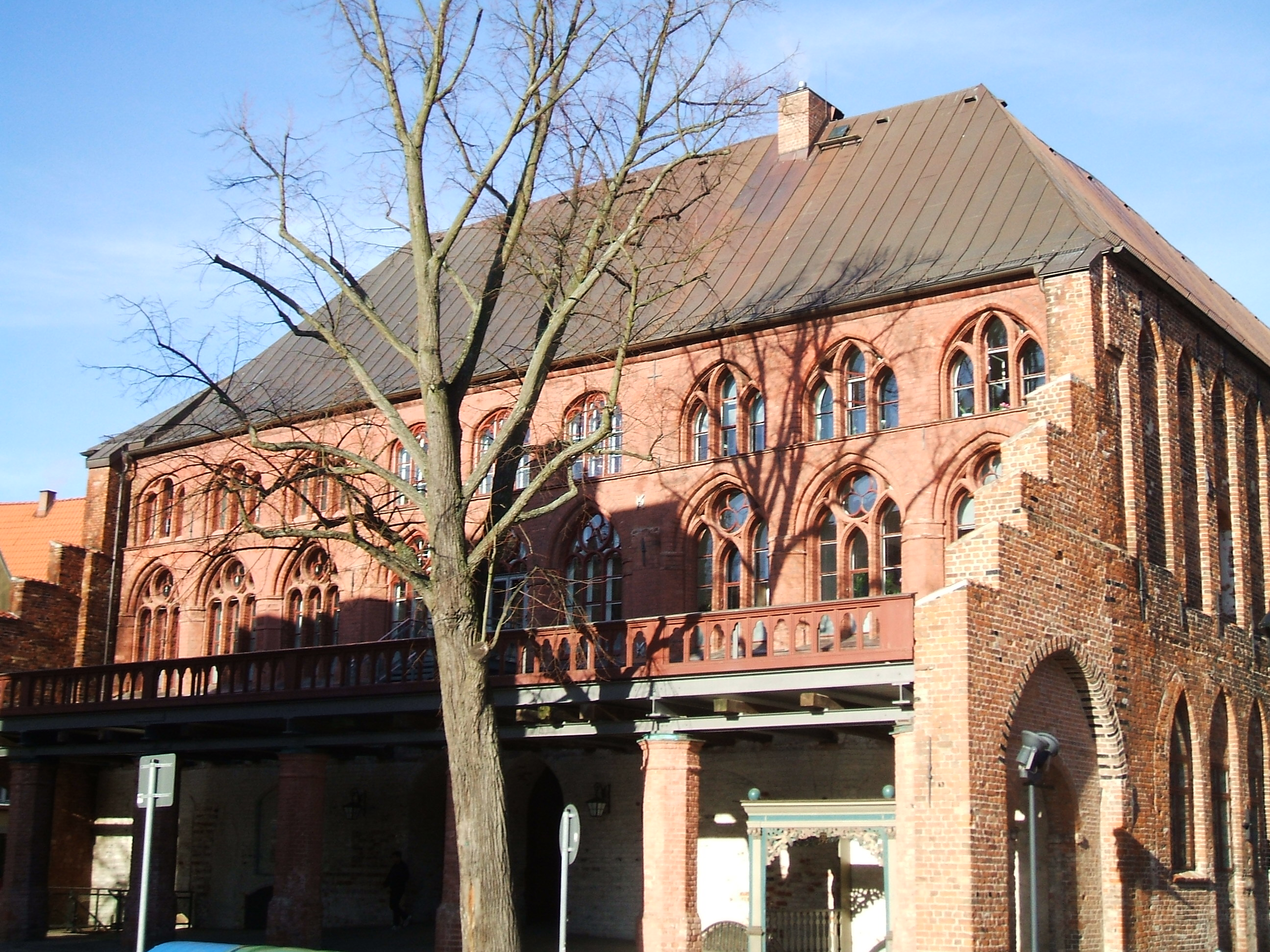
Balcon à l'arrière du batiment

## Source
- (de) Cet article est partiellement ou en totalité issu de l’article de Wikipédia en allemand intitulé « Stralsunder Rathaus » (voir la liste des auteurs).